# Cinnoberflamlav
Cinnoberflamlav (Ramboldia cinnabarina) är en lavart som först beskrevs av Sommerf., och fick sitt nu gällande namn av Kalb, Lumbsch & Elix. Ramboldia cinnabarina ingår i släktet Ramboldia och familjen Lecanoraceae.   Inga underarter finns listade i Catalogue of Life.
I den svenska databasen Dyntaxa används istället namnet Pyrrhospora cinnabarina för samma taxon.  Arten är reproducerande i Sverige.